# Kouvola vasútállomás
Kouvola vasútállomás Finnországban, Kouvola településen található.

## Vasútvonalak
Az állomást az alábbi vasútvonalak érintik:
- Lahti–Kouvola-vasútvonal
- Kouvola–Joensuu-vasútvonal
- Kouvola–Iisalmi-vasútvonal
- Kouvola–Kotka-vasútvonal

## Kapcsolódó állomások
A vasútállomáshoz az alábbi állomások vannak a legközelebb:
- Koria railway station (Lahti vasútállomás, Lahti–Kouvola-vasútvonal, nyugat, O Kotka Port-Lahti)
- Myllykoski railway station (Kotka Port railway station, Kouvola–Kotka-vasútvonal, dél, O Kotka Port-Lahti)
- Utti railway station (Joensuu vasútállomás, Kouvola–Joensuu-vasútvonal, kelet)
- Koria railway station (Helsinki Central, Z Helsinki - Lahti)